# Vüqar Nadirov
Vüqar Ərşad oğlu Nadirov (ur. 15 czerwca 1987 w Ağdam) − azerski piłkarz występujący na pozycji napastnika .
W reprezentacji Azerbejdżanu zadebiutował 18 lutego 2004 w towarzyskim meczu przeciwko reprezentacji Izraela na stadionie Ramat Gan.